# Hệ vật lý

Bản đồ thời tiết như một ví dụ về hệ thống vật lý

Trong vật lý, một hệ vật lý là một phần của vũ trụ vật lý được chọn để phân tích. Tất cả mọi thứ bên ngoài hệ thống được gọi là môi trường. Môi trường bị bỏ qua ngoại trừ ảnh hưởng của nó trên hệ thống.
Sự phân chia giữa hệ thống và môi trường là sự lựa chọn của nhà phân tích, thường được thực hiện để đơn giản hóa việc phân tích. Ví dụ, nước trong hồ, nước trong một nửa hồ hoặc một phân tử nước riêng lẻ trong hồ đều có thể được coi là một hệ thống vật lý. Một hệ thống bị cô lập là một hệ thống có tương tác không đáng kể với môi trường của nó. Thông thường một hệ thống theo nghĩa này được chọn để tương ứng với ý nghĩa thông thường hơn của hệ thống, chẳng hạn như một máy cụ thể.
Trong nghiên cứu về sự kết hợp lượng tử, "hệ thống" có thể đề cập đến các tính chất vi mô của một vật thể (ví dụ: trung bình của một con lắc), trong khi "môi trường" có liên quan có thể là các bậc tự do bên trong, được mô tả một cách kinh điển bằng nhiệt rung động của con lắc.